# Novovolodîmîrivka, Mîhailivka
Novovolodîmîrivka (în ucraineană Нововолодимирівка) este un sat în așezarea urbană Mîhailivka din raionul Mîhailivka, regiunea Zaporijjea, Ucraina.

## Demografie
Componența lingvistică a localității Novovolodîmîrivka
     Ucraineană (89,55%)
     Rusă (10,45%)
Conform recensământului din 2001, majoritatea populației localității Novovolodîmîrivka era vorbitoare de ucraineană (89,55%), existând în minoritate și vorbitori de rusă (10,45%).